# Key
Kim Ki-bum (født 23. september 1991), bedre kendt under sit kunstnernavn Key er en sydkoreansk sanger, rapper, skuespiller, modedesigner og tv-vært. Han er medlem af gruppen Shinee.
Han har været en del af en duo med Infinite's Woohyun, som hed Toheart.
Han har flere gange hjulpet med at designe gruppens koncert outfits, og har også skrevet en del sange. I 2016 blev han model for det amerikanske tøjmærke Jill Stuart.